# Lamentación sobre Cristo muerto (Mantegna)
Lamentación sobre Cristo muerto, también llamada simplemente Cristo muerto (en italiano, Cristo morto), es una de las más célebres obras de Andrea Mantegna. Es una obra al temple sobre lienzo de 68 centímetros de alto por 81 de ancho, conservado en la Pinacoteca de Brera de Milán, realizado entre 1475 y 1478. Es considerada su magnum opus.
La escena muestra a Cristo muerto, tendido sobre una losa de mármol de forma casi perpendicular al espectador, en uno de los escorzos más violentos de la historia de la pintura. En un fuerte contraste de luces y sombras, la escena transmite un profundo sufrimiento y desolación. La tragedia se potencia dramatizando la figura de Cristo por su violenta perspectiva y la distorsión de sus detalles anatómicos, en especial el tórax. Los estigmas de las manos y los pies están representados sin idealismo ni retórica. La sábana que cubre parcialmente el cadáver, pintada en los mismos tonos que el cuerpo, contribuye al efecto sobrecogedor del conjunto que concluye en los rasgos de la cabeza, inclinada e inmóvil.
Se trata de un tema común en el Renacimiento (la lamentación sobre Cristo muerto, con precedentes desde Giotto) pero nunca hasta entonces se había reflejado de una forma tan rotunda el carácter definitivo de la muerte.
Está rodeado por la Virgen María, San Juan Evangelista y por una tercera figura, identificable con una mujer piadosa o con María Magdalena, que lloran su muerte. La desproporción de sus rostros, excesivamente grandes, con lo pequeño de sus manos en primer plano y lo descompensado de su integración en la composición hacen pensar en que son un añadido posterior de otro artista. 
La pintura, comparada con las concepciones artísticas propias de la Edad Media, muestra una innovación propia del Renacimiento al representar una figura humana sin simbolismos. Mantegna se concentró en un modo muy específico en retratar el trauma físico más que el emotivo, contrario, por tanto, al ideal espiritual.
Probablemente el cuadro estaba destinado a la capilla funeraria del mismo Mantegna. Fue encontrado por sus hijos en su estudio y vendido para pagar sus deudas.

## Descripción
Cristo ha sido depositado sobre la piedra de la unción, cubierta a medias por el sudario. La presencia de los vasos de perfume, demuestra que ya se ha realizado esta tarea y a las mujeres y a san Juan solamente les queda llorar la muerte del Maestro.
Mantegna estructuró la composición para lograr el máximo impacto emotivo, los pies se proyectan hacia el espectador obligando a la mirada a contemplar todo el cuerpo siguiendo la línea de fuga hasta el rostro de Cristo. Sin embargo, el artista no hizo un uso estricto de la perspectiva, lo cual da a toda la imagen un aspecto "grotesco". A la izquierda, en un ángulo, se encuentran los dolientes: la Virgen, quien se seca las lágrimas con un pañuelo, san Juan, quien llora con las manos apretadas y, en la sombra, María Magdalena. El contraste entre la luz, proveniente de la derecha, y la sombra produce una sensación de dolor, de fatalidad. Esto se refuerza con la rigidez del cuerpo, las heridas y el trazo incisivo, sin la menor concesión al idealismo.
El lienzo que cubre parcialmente el cuerpo resalta las formas y es parte de la técnica del Mantegna, de quien se ha dicho que "esculpe" las figuras. Sorprende la elección de colocar en el centro la zona genital, aunque cubierta, lo cual ha llevado a numerosas conjeturas.
Algunos estudios destacan que la perspectiva de escorzo da la sensación de que el cuello y la cabeza estén separados del resto del cuerpo, y lo relacionan con la cristología diofistia, la ortodoxa, según la cual en este momento Jesús está muerto como hombre, pero vivo en cuanto Dios.

## Influencia posterior
Ha sido famosa su aparición en la película Mamma Roma (1962) de Pier Paolo Pasolini.El fotógrafo británico Anthony Gayton recreó este óleo en una de sus obras más conocidas.
En la película El regreso de Andrei Zvyagintsev (2003) aparece un plano cuya composición es idéntica a la del cuadro.